# 速度ポテンシャル
速度ポテンシャル（そくどポテンシャル、英: Velocity potential）は、流体力学において、渦なし流れの解析に用いられる。速度ポテンシャルを持つ流れをポテンシャル流と呼ぶ。
速度ポテンシャルΦは次式を満たすようなスカラー場である。
{\displaystyle {\boldsymbol {u}}=\operatorname {grad} \Phi }
ただし、u は流体の速度であり、渦なし、つまり
{\displaystyle \operatorname {rot} {\boldsymbol {u}}=\nabla \times {\boldsymbol {u}}={\boldsymbol {0}}}
を満たす。これはベクトル解析における
{\displaystyle \operatorname {rot} (\operatorname {grad} \Phi )={\boldsymbol {0}}}
の性質を用いている（ナブラ#二階微分を参照）。
一般のポテンシャルと異なり、速度ポテンシャルの定義には負号がつかないことに注意。

## 性質
- 領域が単連結であれば速度ポテンシャルΦは一価関数、多重連結であれば多価関数である。
- 速度u および流線は速度ポテンシャルΦの等値面（等ポテンシャル面）に直交し、速度ポテンシャルの法線方向n の微分が速度を与える：
{\displaystyle {\frac {\partial \Phi }{\partial n}}={\boldsymbol {n}}\cdot \operatorname {grad} \Phi ={\boldsymbol {n}}\cdot {\boldsymbol {u}}=u}
- 非圧縮性流体の渦なし流に対しては、速度ポテンシャルΦは調和関数となる。